# Beach-volley aux Jeux olympiques d'été de 2012
Pour un article plus général, voir Volley-ball aux Jeux olympiques d'été de 2012.
Navigation
Pékin 2008 Rio de Janeiro 2016
Les compétitions de beach-volley aux Jeux olympiques d'été de 2012 se déroulent du 28 juillet 2012 au 10 août 2012 à la Horse Guards Parade à Londres. Il s'agit de la 5e apparition de la discipline aux Jeux olympiques. Vingt-quatre paires masculines et vingt-quatre paires féminines participent au tournoi olympique.

## Qualifications
Chaque Comité olympique peut engager au maximum deux équipes dans chaque compétition.

### Hommes
| Compétition                                                                    | Équipes qualifiées |
| ------------------------------------------------------------------------------ | --- |
| Pays hôte                                                                      | Grande-Bretagne |
| Classement mondial au 18 juin 2012 (max. 2 places par CNO)                     | Brésil (2) États-Unis (2) Allemagne (2) Pays-Bas (1) Pologne (1) Suisse (2) Espagne (1) Chine (1) Rép. tchèque (1) Lettonie (2) Italie (1) |
| Coupe continentale de beach volley masculin 2010-2012 (1 équipe par continent) | Afrique du Sud (Afrique) Canada (NORCECA) Venezuela (Amérique du Sud) Japon (Asie) Norvège (Europe)                                        |
| Tournoi international de qualification olympique                               | Autriche Russie |

### Femmes
| Compétition                                                                   | Équipes qualifiées |
| ----------------------------------------------------------------------------- | --- |
| Pays hôte                                                                     | Grande-Bretagne |
| Classement mondial au 18 juin 2012 (max. 2 places par CNO)                    | Brésil (2) Chine (1) États-Unis (2) Italie (1) Pays-Bas (1) Allemagne (2) Suisse (1) Rép. tchèque (2) Espagne (1) Autriche (1) Australie (1) Grèce (1) |
| Coupe continentale de beach volley féminin 2010-2012 (1 équipe par continent) | Maurice (Afrique) Canada (NORCECA) Argentine (Amérique du Sud) Australie (Asie-Océanie) Russie (Europe)                                                |
| Tournoi international de qualification olympique                              | Pays-Bas Russie |

## Calendrier
|  | Jours de compétition | ● | Finales |

| Calendrier des épreuves de beach volley aux Jeux olympiques d'été de 2012 | Calendrier des épreuves de beach volley aux Jeux olympiques d'été de 2012 | Calendrier des épreuves de beach volley aux Jeux olympiques d'été de 2012 | Calendrier des épreuves de beach volley aux Jeux olympiques d'été de 2012 | Calendrier des épreuves de beach volley aux Jeux olympiques d'été de 2012 | Calendrier des épreuves de beach volley aux Jeux olympiques d'été de 2012 | Calendrier des épreuves de beach volley aux Jeux olympiques d'été de 2012 | Calendrier des épreuves de beach volley aux Jeux olympiques d'été de 2012 | Calendrier des épreuves de beach volley aux Jeux olympiques d'été de 2012 | Calendrier des épreuves de beach volley aux Jeux olympiques d'été de 2012 | Calendrier des épreuves de beach volley aux Jeux olympiques d'été de 2012 | Calendrier des épreuves de beach volley aux Jeux olympiques d'été de 2012 | Calendrier des épreuves de beach volley aux Jeux olympiques d'été de 2012 | Calendrier des épreuves de beach volley aux Jeux olympiques d'été de 2012 | Calendrier des épreuves de beach volley aux Jeux olympiques d'été de 2012 | Calendrier des épreuves de beach volley aux Jeux olympiques d'été de 2012 | Calendrier des épreuves de beach volley aux Jeux olympiques d'été de 2012 | Calendrier des épreuves de beach volley aux Jeux olympiques d'été de 2012 | Calendrier des épreuves de beach volley aux Jeux olympiques d'été de 2012 | Calendrier des épreuves de beach volley aux Jeux olympiques d'été de 2012 |
| Juillet/Août 2012                                                         | Juillet/Août 2012                                                         | Juillet/Août 2012                                                         | 27                                                                        | 28                                                                        | 29                                                                        | 30                                                                        | 31                                                                        | 1                                                                         | 2                                                                         | 3                                                                         | 4                                                                         | 5                                                                         | 6                                                                         | 7                                                                         | 8                                                                         | 9                                                                         | 10                                                                        | 11                                                                        | 12                                                                        |
| ------------------------------------------------------------------------- | ------------------------------------------------------------------------- | ------------------------------------------------------------------------- | ------------------------------------------------------------------------- | ------------------------------------------------------------------------- | ------------------------------------------------------------------------- | ------------------------------------------------------------------------- | ------------------------------------------------------------------------- | ------------------------------------------------------------------------- | ------------------------------------------------------------------------- | ------------------------------------------------------------------------- | ------------------------------------------------------------------------- | ------------------------------------------------------------------------- | ------------------------------------------------------------------------- | ------------------------------------------------------------------------- | ------------------------------------------------------------------------- | ------------------------------------------------------------------------- | ------------------------------------------------------------------------- | ------------------------------------------------------------------------- | ------------------------------------------------------------------------- |
| Hommes                                                                    | Hommes                                                                    | masculin                                                                  |                                                                           |                                                                           |                                                                           |                                                                           |                                                                           |                                                                           |                                                                           |                                                                           |                                                                           |                                                                           |                                                                           |                                                                           |                                                                           | ●                                                                         |                                                                           |                                                                           |                                                                           |
| Femmes                                                                    | Femmes                                                                    | féminin                                                                   |                                                                           |                                                                           |                                                                           |                                                                           |                                                                           |                                                                           |                                                                           |                                                                           |                                                                           |                                                                           |                                                                           |                                                                           | ●                                                                         |                                                                           |                                                                           |                                                                           |                                                                           |

## Résultats

### Médaillés
| Épreuves                 | Or                                       | Argent                               | Bronze                                   |
| Tournoi masculin détails | Allemagne Julius Brink Jonas Reckermann  | Brésil Alison Cerutti Emanuel Rego   | Lettonie Mārtiņš Pļaviņš Jānis Šmēdiņš   |
| Tournoi féminin détails  | États-Unis Misty May-Treanor Kerri Walsh | États-Unis Jennifer Kessy April Ross | Brésil Juliana Felisberta Larissa França |

### Tableau des médailles
| Rang  | Nation     | Or | Argent | Bronze | Total |
| ----- | ---------- | -- | ------ | ------ | ----- |
| 1     | États-Unis | 1  | 1      | 0      | 2     |
| 2     | Allemagne  | 1  | 0      | 0      | 1     |
| 3     | Brésil     | 0  | 1      | 1      | 2     |
| 4     | Lettonie   | 0  | 0      | 1      | 1     |
| TOTAL | TOTAL      | 2  | 2      | 2      | 6     |